# Chorebus lanigerus
Chorebus lanigerus är en stekelart som först beskrevs av Stelfox 1957.  Chorebus lanigerus ingår i släktet Chorebus och familjen bracksteklar. Inga underarter finns listade i Catalogue of Life.